# Чехарин, Евгений Михайлович
Евге́ний Миха́йлович Чеха́рин (1924—2001) — советский партийный и государственный деятель, учёный-правовед, член-корреспондент Академии наук СССР (1976).

## Биография
Участник Великой Отечественной войны, награждён медалью «За отвагу».
Окончил Московский юридический институт (1949). С 1950 года член ВКП(б). В 1952 году защитил кандидатскую диссертацию на тему: «Процессуальное положение советского прокурора в суде второй инстанции».
В 1954—1959 годах преподавал в Московском университете. С 1959 года на партийной работе. В 1962 году — заместитель заведующего, заведующий отделом науки, школ и культуры ЦК КПСС по РСФСР. В 1962—1964 годах — 1-й заместитель заведующего идеологическим отделом ЦК КПСС по промышленности РСФСР. В 1965—1972 годах — заместитель заведующего отделом науки и учебных заведений ЦК КПСС. 
В 1971 году защитил докторскую диссертацию «Теоретические проблемы политической системы советского общества».
В 1972—1978 годах — ректор Высшей партийной школы при ЦК КПСС. В 1978—1983 годах — заместитель Министра культуры СССР, в 1983—1989 годах — заместитель Председателя Совета Министров РСФСР.
В 1984—1991 годах — председатель Президиума Центрального Совета Всероссийского общества охраны памятников истории и культуры. С августа 1989 года на пенсии. 
Кандидат в члены ЦК КПСС с 6 марта 1986 года по 2 июля 1990 года.
Автор трудов по теории государства и права, по проблемам политической системы советского общества. Член-корреспондент Академии наук СССР (1976; с 1991 — Российской академии наук).
Награждён орденами Ленина, Дружбы народов, Отечественной войны I степени, тремя орденами Трудового Красного Знамени, медалями.
Похоронен в Москве на Троекуровском кладбище.